# Abdul Karim Kassem
Abd al-Karim Qasim Muhammed Bakr al-Fadli az-Zubaidi (Bagdá, 21 de novembro de 1914 - 9 de Fevereiro de 1963) foi um militar e político iraquiano e de 1958 a 1963 foi primeiro-ministro e ministro da Defesa de seu país.

## Vida

### Primeiros anos
O pai de Abd al-Karim Qasim era um muçulmano sunita de ascendência árabe e curda. Seu pai morreu como soldado do exército otomano na Primeira Guerra Mundial. Pouco depois do nascimento de Abd al-Karim. Sua mãe era uma mulher xiita com raízes curdas. Na idade de seis ele se mudou para Suwayra e 1926, para Bagdá.
Qasim era parente de Muhammad Jawad, que havia sido comandante-em-chefe da Força Aérea sob o patrocínio político de Bakr Sidqī na década de 1930.

### Subida ao poder
Qasim foi um excelente aluno que foi aceito na academia militar em 1932. Dois anos depois, ele era tenente. Qasim foi membro de uma unidade iraquiana na Guerra Palestina entre maio de 1948 e junho de 1949.
Em 1951 ele completou um curso de oficial em Devizes, Inglaterra, e ascendeu ao posto de general. Na "Revolução de 14 de julho" de 1958, ele foi um dos líderes dos "Oficiais Livres" que derrubaram o Rei Faisal II e acabou com a monarquia no Iraque. O rei, grande parte de sua família e membros de seu governo foram assassinados. A razão para a derrubada da monarquia foi sua política unilateral pró-ocidental (pró-britânica) e antiárabe, que estavam, entre outras coisas, no Pacto de Bagdá com a antiga potência ocupante da Grã-Bretanha (1955) e na o estabelecimento da “Federação Árabe” com o reino Jordânia (março de 1958) foi expresso. Além disso, o governo queria enviar o exército para suprimir os protestos antimonarquistas na Jordânia, o que desencadeou a rebelião. Pouco depois da revolução, houve revoltas de oficiais contra Qasim em Mossul e Kirkuk. Ambas as revoltas foram reprimidas com a ajuda dos comunistas iraquianos e curdos.
Após sua eleição como primeiro-ministro da recém-formada República do Iraque, Qasim reverteu esses passos impopulares: a união com a Jordânia foi dissolvida em 1958 e o Iraque retirou-se do Pacto de Bagdá em 1959. O Iraque também estabeleceu laços estreitos com a República Árabe Unida do Egito e a Síria. Ele trabalhou em estreita colaboração com o Partido Comunista Iraquiano. Ele deixou o líder curdo Mustafa Barzani retornar do exílio para se opor às tribos curdas contra os líderes tribais pró-monarquistas e o Baath - Para ganhar apoios para si mesmo. Qasim estabeleceu um Conselho Revolucionário, que consistia do árabe sunita Muhammed Necip Ar-Rubeyi, do árabe xiita Muhammed Mehdi Kubbe e do curdo sunita Halid Naqschbandi.
No entanto, ele não queria se submeter à União de Nasser, o que novamente levou à deterioração das relações e a uma oposição nasserista em casa. Em 14 de setembro de 1960, a OPEP foi fundada em Bagdá e no ano seguinte o governo retirou a concessão da British Iraqi Petroleum Company. A planejada anexação do Kuwait foi impedida pelos britânicos e por uma força de segurança interárabe. Internamente, o governo permitiu partidos políticos e sindicatos e começou a expandir a infraestrutura do país.
Além de sua popularidade, Qasim também criou vários oponentes políticos e foi alvo de vários ataques. Um primeiro ataque foi realizado em 1959 por membros do Partido Ba'ath, entre eles o ditador Saddam Hussein, que pediu uma postura pan-árabe mais forte.

### O fim
Depois que os apoiadores do Ba'ath foram perseguidos, outra tentativa de golpe foi bem-sucedida, e o Partido Ba'ath assumiu o governo em 8 de fevereiro de 1963. Em 9 de fevereiro, Qasim foi executado após um breve julgamento. O autor Con Coughlin afirma que o serviço secreto britânico e a CIA estavam bem-informados sobre o golpe e o aprovaram.
Fotos do corpo de Qasim foram posteriormente exibidas na televisão iraquiana.
Em julho de 2004, os restos mortais de Qasim foram descobertos por uma equipe da Rádio Dijlah em Bagdá.